# Wilhelm Ludwig Jaeger
Wilhelm Ludwig Jaeger (Frankfurt am Main, 26 de janeiro de 1862 – Berlim, 18 de maio de 1937) foi um físico alemão.
Jaeger foi filho de um comerciante e estudou matemática, física e química a partir de 1882 em Heidelberg e depois em Berlim. Dentre seus professores constam Robert Bunsen em Heidelberg e Hermann von Helmholtz. Em 1887 obteve um doutorado em Berlim, com a tese Über die Schallgeschwindigkeit in Dämpfen und die Bestimmung der Dampfdichte e trabalhou em seguida no Physikalisch-Technische Bundesanstalt.
Publicou diversos capítulos no Handbuch der Physik de Geiger/Scheel.
Traduziu livros de física em francês, como por exemplo o livro de Jules Violle e lições de Henri Poincaré (1891/1892 com Ernst Gumlich).

## Obras
- Werner von Siemens, Stuttgart: Ulshöfer 1906
- Die Entstehung der internationalen Maße der Elektrotechnik, Springer Verlag 1932
- Die Normalelemente und ihre Anwendung in der elektrischen Meßtechnik, 1902
- Elektrische Meßtechnik. Theorie und Praxis der elektrischen und magnetischen  Messungen, 1917, 3ª Edição, Leipzig: Barth 1928